# Jean-Remy von Matt
Jean-Remy von Matt (* 2. November 1952 in Brüssel, Belgien) ist ein in Deutschland arbeitender Künstler, Unternehmer und Werbetexter mit Schweizer Staatsbürgerschaft. Er ist Mitbegründer der Hamburger Kreativ- und Werbeagentur Jung von Matt.

## Leben
Jean-Remy von Matt entstammt der Dynastie der Schweizer Buchhändler von Matt. Er wurde als Sohn des Buchhändlers Hansjakob von Matt und dessen belgischer Ehefrau in Brüssel geboren und wuchs als Kind in Brügge auf, wo sein Vater als kaufmännischer Direktor des katholischen Verlags Desclée de Bouwer tätig war. Nach kurzem Besuch der Klosterschule in Einsiedeln und dem Abitur in Zürich besuchte von Matt in Biel/Bienne eine Werbefachschule und absolvierte ein kaufmännisches Studium, das er 1975 als diplomierter Werbekaufmann abschloss. Anschließend begann er seine Karriere bei BMZ (Baums, Mang, Zimmermann) in Düsseldorf als Junior-Texter. Er arbeitete als Texter bei Ogilvy & Mather, Creative Director bei Eiler & Riemel/BBDO und ab 1986 als geschäftsführender Gesellschafter bei Springer & Jacoby. 1991 gründete er zusammen mit Holger Jung seine Werbeagentur Jung von Matt. Von ihm stammen u. a. die Slogans: "Mein Haus, mein Auto, mein Boot" für die Kreissparkasse, von seiner Agentur: "Geiz ist geil" für Saturn, "Wer hat’s erfunden?" für Ricola und "BILD dir deine Meinung" für die Bild.
Im Jahr 2002 wurde Jean-Remy von Matt zusammen mit Holger Jung in die Hall of Fame der deutschen Werbung aufgenommen. Von Matt ist seit 2003 Professor für Werbung an der Hochschule Wismar. Seit 2004 ist er Mitglied im Art Directors Club Schweiz (ADC). 2006 wurde er Ehrenmitglied im ADC Deutschland und 2007 Präsident der Outdoor Jury in Cannes.

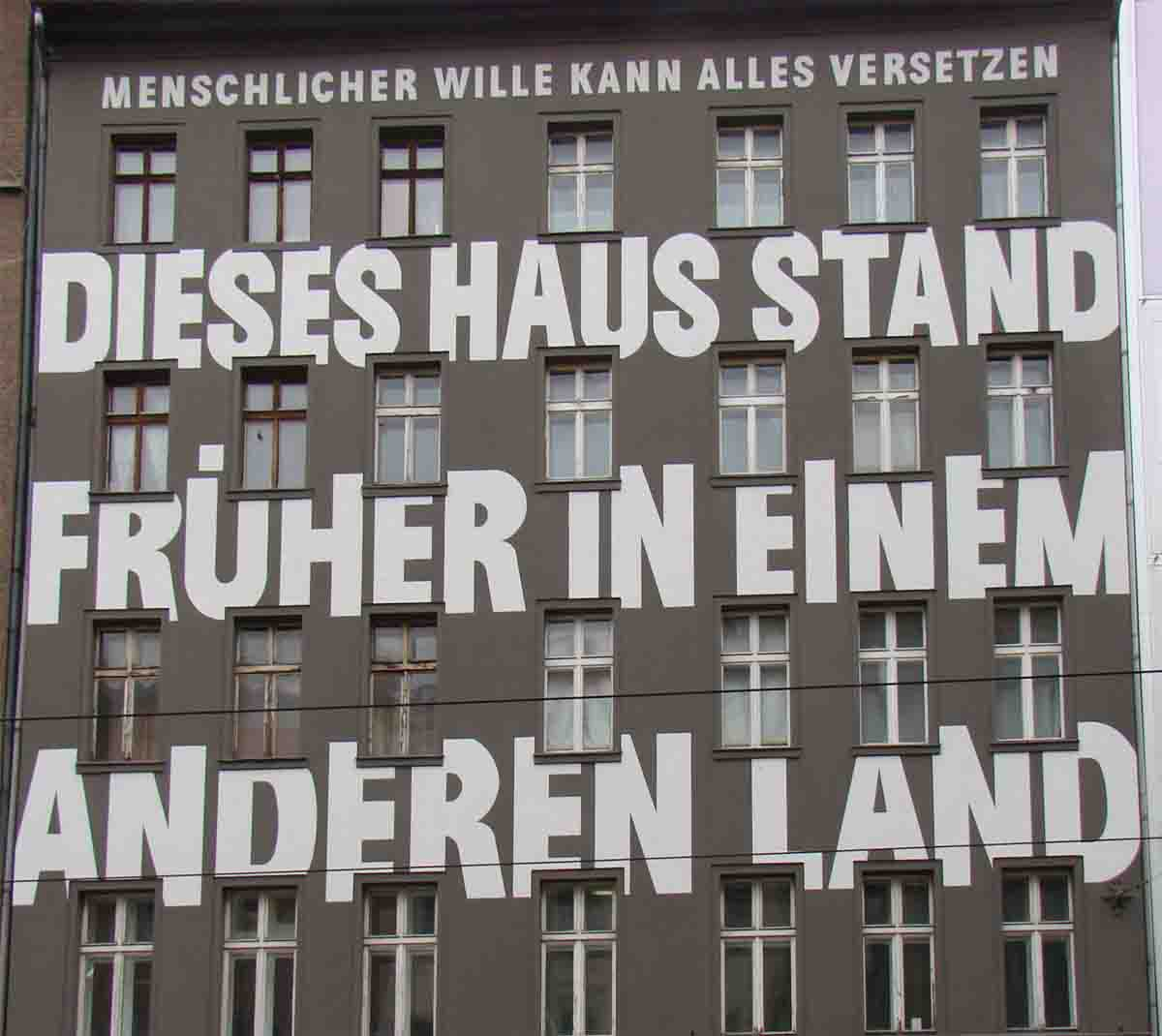
Gebäude in der Brunnenstraße, das auch den Zugang zum U-Bahnhof Rosenthaler Platz enthält

Zum 20. Jubiläum des Mauerfalls ließ er im November 2009 die Fassade eines Gebäudes in der Brunnenstraße in Berlin-Mitte mit einer Aufschrift versehen, das er im Jahr zuvor erworben hatte: „Dieses Haus stand früher in einem anderen Land.“ Das Dach seines Penthouses ist einer weiblichen Brust nachempfunden mit einem Kaminschlot als Brustwarze, genannt „Smoking Boob“.
Mitte April 2023 eröffnete im Erdgeschoss des Hauses die Bar „Troya“. Gründer sind Jonas Bailly von Jung von Matt, der Musiker Friedrich Liechtenstein und Anna Müller, Tochter des DDR-Dramatikers Heiner Müller.
Im Karlsruher Zentrum für Kunst und Medien zeigte er 2021 seine Installation Talking Tubes, dessen Dialoge das Schauspielerpaar Anna Loos und Jan-Josef Liefers eingesprochen hatte.

## Kritik
Am 4. August 2025 stellte von Matt sein im Jahr 2025 erschienendes Buch Am Ende bei Nius in einer Live-Sendung mit Moderator Alexander Kissler und Nius-Chefredakteur Julian Reichelt vor. Der Auftritt bei dem als rechtspopulisitsch bekannten Medium zog weitreichende Kritik nach sich. Nius sagt, man habe von Matt beim Auftritt als „gut gelaunt“ wahrgenommen und man bedanke sich für die „vertraulichen, guten Gespräche vor, während und nach der Sendung“, Alexander Kissler stellt in der Sendung fest, dass sich die beiden nun duzen würden. Von Matt äußerte im Nachhinein, er habe im Vorhinein nicht gewusst, „für was dieses Medium steht und was die wollen“, sowie dass sein Verlag den Termin organisiert habe, was er im Nachhinein jedoch revidierte.

## Publikationen
- mit Holger Jung: Momentum – Die Kraft, die Werbung heute braucht. Lardon Verlag, 2004, ISBN 3-89769-031-4.
- mit Holger Jung: Stimmen aus dem Aquarium. Kurzgeschichten. Verlag Hermann Schmidt, Mainz 2008, ISBN 978-3-87439-756-8.
- Am Ende. Erlebnisse und Erkenntnisse aus meinem kreativen Leben. Econ, Berlin 2025, ISBN 978-3-430-21209-0 (Autobiografie).